# Celestino Andrés Araúz
Celestino Andrés Araúz (Bocas del Toro, Panamá, 1950) es un historiador panameño. 
Obtuvo la licenciatura de filosofía e historia en la Universidad de Panamá. Estudió el doctorado en historia de América en la Universidad de Valladolid. Desde 1990 es profesor titular del departamento de historia en la facultad de humanidades en la Universidad de Panamá. También ha sido vicerrector de investigación y postgrado en la Universidad de Panamá.
Ha publicado numerosas obras de historia panameña, algunas hechas en conjunto con su esposa Patricia Pizzurno, también historiadora.

## Obras
- Relaciones entre Panamá y los Estados Unidos (siglo XIX), colaboración con Jorge Kam Ríos (1976)
- La independencia de Panamá en 1821. Antecedentes,  balance y proyecciones (1979)
- La historia de Panamá en sus textos, colaboración con Carlos Manuel Gasteazoro y Armando Muñoz Pinzón (1980)
- Tabla cronológica de hechos históricos, políticos, económicos, culturales y científicos, colaboración con Carlos Manuel Gasteazoro y Armando Muñoz Pinzón (1980)
- El contrabando holandés en el Caribe durante la primera mitad del siglo XVIII (1983)
- Estudio Preliminar y notas críticas al libro de William D. McCain: Los Estados Unidos y la República de Panamá
- Estudio preliminar al libro de Ricardo J. Alfaro: Historia Documentada de las Negociaciones para la celebración del Tratado de 1926
- Prólogo a la Segunda edición del libro de Carlos Manuel Gasteazoro: Introducción al Estudio de la Historia de Panamá. Fuente de la Época Hispana
- El Panamá hispano (1501-1821), en colaboración con Patricia Pizzurno (1992)
- El Panamá colombiano (1821-1903), en colaboración con Patricia Pizzurno (1993)
- Panamá y sus relaciones internacionales (1994, 2 volúmenes)
- Bocas del Toro y el Caribe Occidental: periferia y marginalidad siglo XVI-XIX (Premio Ricardo Miró 2006 en categoría ensayo).[2]

## Premios y distinciones
- En 2018 obtuvo el Premio Universidad.[1]